# Abás
Abás (řecky Ἄβας, latinsky Abas) byl v řecké mytologii synem argejského krále Lynkea a jeho manželky Hyperméstry. Byl argejským králem.
Byl proslulým válečníkem a říkalo se, že pouhý pohled na jeho válečný štít obrátí nepřátele na útěk. Jeho manželkou byla Aglaia a porodila mu dva syny – Akrisia a Proita a jim oběma odkázal své království a přikázal, aby vládli střídavě. Bylo známo, že oba bratři si byli velkými nepřáteli, prý „jejich spor začal ještě v lůně“. Tam ale neskončil, naopak se ještě prohloubil poté, co Proitos svedl Akrisiovu dceru Danaé a „sotva unikl živý“. Akrisios se na konci svého období nechtěl vzdát trůnu, takže Proitos musel uprchnout k lykijskému králi Íobatovi a posléze se oženil s jeho dcerou Anteou či Stheneboiou. Pak se vrátil s vojskem vybojovat své nástupnictví na otcovském trůnu. Bitva byla krvavá, ale nerozhodná, takže Akrisios a Proitos neochotně přistoupili na rozdělení království. Akrisios zůstal v Argu a Proitos obsadil Tíryns a okolí.
Tolik Abantovi synové. Později se Akrisiova dcera Danaé stala milenkou nejvyššího boha Dia a porodila budoucího hrdinu Persea. Když dospěl, zabil strašnou Gorgonu Medúsu a oženil se s krásnou princeznou Andromedou. Když se vrátil do rodného Argu, zúčastnil se sportovních her, jeho disk vyletěl z dráhy a zabil děda Akrisia. Přesně tak, jak bylo předpovězeno dávnou věštbou.